# Анжуйская династия
Анжу́йская дина́стия (фр. Maison d'Anjou) — наименование нескольких дворянских и королевских династий Европы.

## Первый Анжуйский дом (Ингельгеринги)
Его родоначальником был Ингельгер (ок. 840—886), сын Тертулия, виконт Анжера в 880. Его сын Фульк I Рыжий (до 886 — до 942) стал в 930 году первым графом Анжу. Его наследники:
- 942—958 : Фульк II Добрый (ум. 11 ноября 958)
- 958—987 : Жоффруа I Гризегонель (ум. 987)
- 987—1040 : Фульк III Нерра (ум. 1040)
- 1040—1060 : Жоффруа II Мартелл (ум. 1060)

Род угас в 1060 году со смертью Жоффруа II, владения которого унаследовали дети его сестры Ирменгарды и её мужа Жоффруа II Ферреоля, графа Гатине и Шате-Ландона, ставшего родоначальником второго Анжуйского дома.

## Второй Анжуйский дом (Гатине-Анжу)
Ветвь рода графов Гатине. В 1060 году Жоффруа III Бородатый (ум. после 1096). Его преемники:
- 1060—1068 : Жоффруа III Бородатый (ум. после 1096)
- 1068—1109 : Фульк IV Решен (1043—1109)
  - Жоффруа IV Мартел (ум. 1106)
- 1109—1129 : Фульк V Молодой, король Иерусалима (1095—1143)

От сыновей Фулька V род разделился на 2 линии. От старшего, Жоффруа V Плантагенета (1113—1151) пошла английская королевская династия Плантагенетов, а от Балдуина III — Иерусалимская ветвь.

## Анжуйская династия в Иерусалимском королевстве
Основателем династии стал Фульк V, граф Анжу. Овдовев, он совершил паломничество в Иерусалим, где женился на Мелисанде, дочери и наследнице Балдуина II. После смерти тестя Фульк стал королём Иерусалима (1131—1143).
Его наследники:
- 1143—1162 Балдуин III — сын Фулька и Мелисанды
- 1162—1176 Амори I — сын Фулька и Мелисанды
- 1176—1185 Балдуин IV Прокаженный — сын Амори I

Иногда к этой династии причисляют иерусалимских правителей Готфрида Бульонского (1099—1100), Балдуина I (1100—1118), Балдуина II (1118—1131), в этом случае династия называется Арденно-Анжуйской. Все эти правители действительно находились в родстве с Фульком, но их объединение в одну династию представляется надуманным.

## Анжуйская династия в Англии
Сын Фулька V от первого брака Жоффруа (Джеффри) Красивый принял от уехавшего на Восток отца графство Анжу. Благодаря удачному браку с Матильдой, дочерью Генриха I, короля Англии, Жоффруа получил шанс унаследовать английскую корону. Сын Жоффруа и Матильды Генрих II стал первым королём Англии (1154—1189) из Анжуйской династии. В Англии эту династию называют Плантагенетами по боевой эмблеме Жоффруа — веточке дрока (лат. planta genista). К Плантагенетам принадлежат:
- Генрих II Плантагенет (1154—1189)
- Ричард I Львиное Сердце (1189—1199)- сын Генриха II
- Иоанн Безземельный (1199—1216) — сын Генриха II
- Генрих III (1216—1272) — сын Иоанна Безземельного
- Эдуард I (1272—1307) — сын Генриха III
- Эдуард II (1307—1327) — сын Эдуарда I
- Эдуард III (1327—1377) — сын Эдуарда II
- Ричард II (1377—1399) — внук Эдуарда III, сын Эдуарда Чёрного принца. После него царствовали представители боковых линий династии — Ланкастеры и Йорки.

В современной английской историографии некоторые исследователи трёх первых королей выделяют в отдельную династию Анжуйских королей, однако эта точка зрения не является общепринятой.

## Анжуйская династия (ветвь Капетингов)
Ветвь дома Капетингов основана Карлом I Анжуйским (1220—1285), сыном Людовика VIII. В 1250 г. Карл I Анжуйский получил в приданое Прованс, в 1266—1268 гг. завоевал Неаполь и Сицилию. В 1282 г. Сицилия свергла его власть, и Карл I Анжуйский остался королём Неаполя.
Его необычайно разросшееся потомство, разделившееся на несколько ветвей, занимало престолы королевств Неаполя, Венгрии, Польши, а также ряда государств меньшего ранга — княжества Ахейского, герцогства Дураццо.
К Анжу-Сицилийскому дому относятся:
1. короли Неаполя (из старшей линии):
- Карл I Анжуйский (1266—1285)
- Карл II (1285—1309) — сын Карла I Анжуйского
- Роберт (1309—1343) — третий сын Карла II
- Джованна I (1343—1382) — внучка Роберта

2. короли Неаполя (из линии Дураццо):
- Карл III Малый (1382—1386) — потомок Карла II
- Владислав (1386—1414) — сын Карла III
- Джованна II (1414—1435) — дочь Карла III

3. короли Венгрии:
- Карл I Роберт (1308—1342) — внук Карла II, племянник Роберта
- Лайош I (1342—1382) — сын Карла I Роберта
- Мария Венгерская (1382—1395) — дочь Лайоша I, вышла замуж и сделала правителем Венгрии (1387—1437) Сигизмунда

4. короли Польши:
- Людовик Анжуйский (1370—1382) — он же Лайош I Венгерский
- Ядвига (1382—1399) — дочь Людовика, жена польского короля Владислава Ягайло (польск. Władysław II Jagiełło, из рода Гедиминовичей, основатель его побочной ветви Ягеллонов, с 1386 г., как он стал королём Польши).

## Анжуйская династия (ветвь Валуа)
Основана Людовиком I Анжуйским (1339—1384), вторым сыном Иоанна II Доброго. Людовик I Анжуйский был усыновлен королевой Неаполя Джованной I и должен был стать её преемником в Неаполе. Но Джованна I была свергнута своим родственником Карлом Малым (Карлом III), и Неаполь перешёл к королям из линии Дураццо Анжу-Сицилийского дома, а затем к принцам Арагонского дома. Людовик и его наследники неоднократно пытались отвоевать Неаполь, но все их попытки в итоге оказывались безрезультатными. Из неаполитанского наследства им удалось закрепить за собой Прованс.
Графы Прованса и «альтернативные» короли Неаполя из Анжуйской линии Валуа:
- Людовик I Анжуйский (1382—1384);
- Людовик II Анжуйский (1384—1417) — сын Людовика I;
- Людовик III Анжуйский (1417—1434) — сын Людовика II;
- Рене Добрый (1434—1480) — сын Людовика II;
- Карл IV Анжуйский (Мэнский) (1480—1481) — внук Людовика II, племянник Людовика III и Рене Доброго.

У Карла Мэнского был брат, прижитый его отцом, графом Мэнским, вне брака. Он был узаконен и дал начало линии анжуйских бастардов, которые носили титул баронов, а потом и маркизов де Мезьер. Дочь и наследница последнего маркиза была выдана замуж за старшего сына герцога Монпансье. О ней снят фильм Б. Тавернье «Принцесса де Монпансье» (2010). Внучка этой пары, наследница Мезьера и Монпансье, была женой Гастона Орлеанского и матерью «Великой мадемуазель».

### Комментарии
1. ↑  Фамилию «Плантагенет» принял для себя и своих потомков Ричард Йоркский ( XV в.). Почему Ричард выбрал это имя до конца не ясно, возможно потому, что оно подчеркивало его статус как потомка Жоффруа (и шести английских королей) по отцовской линии во время Войн роз. Ретроспективное использование имени потомков Жоффруа по мужской линии было популярно в период Тюдоров, возможно потому, что это дополняло легитимность правнука Ричарда Генриха VIII Английского[1].

### Сноски
1. ↑  Wagner, 2001